# Gamvik (Hammerfest)
Gamvik is een nederzetting in de gemeente Hammerfest, Finnmark, op het eiland Sørøya. De nederzetting telt slechts enkele huizen.
Gamvik werd voor het eerst vermeld in 1536, maar er zijn vier funderingen gevonden uit de steentijd. De nederzetting was in de 17e en 18e eeuw een verblijfplaats voor Nederlandse walvisvaarders. In 1701 woonden er drie families in Gamvik en in 1883 werd er begonnen met veeteelt.
Tijdens de Tweede Wereldoorlog werd Gamvik compleet verwoest door de Duitsers, maar na de oorlog herbouwd.